# Скочибушич, Степан
Степан Скочибушич (хорв. Stjepan Skočibušić; 10 июня 1979, Макарска, Югославия) — хорватский футболист, защитник.

## Карьера
Профессиональную карьеру начинал в 1999 году в «Риеке». С 2003 по 2004 год играл в «Хайдуке» из Сплита, в составе которого становился чемпионом страны. Несколько раз привлекался в молодёжную сборную. Затем захотелось попробовать силы в другом чемпионате. Так и оказался в 2004 году в бельгийский «Мускрон», но ещё до отъезда у Степана начались проблемы со здоровьем, в результате чего он перенёс четыре операции на паховых кольцах. После последней удалось восстановиться, но время ушло. В июне 2006 года перебрался в российский «Торпедо» из Москвы, за который дебютировал 2 июля 2006 года в Воронеже в матче кубка России против «Факела». В том сезоне «Торпедо» покинуло Премьер-Лигу, в которой Скочибушич провёл 9 матчей. В Первом дивизионе провёл 4 матча и летом 2007 года был выставлен на трансфер и вскоре покинул Россию.. Завершил карьеру в 2011 году в «Задаре».